# Jeb Ivey
Jeb Ivey (* 7. November 1980 in San José, Kalifornien) ist ein ehemaliger US-amerikanischer Basketballspieler. In der deutschen Basketball-Bundesliga bestritt er für Göttingen und Bremerhaven insgesamt 67 Spiele. In Island und Finnland wurde er Staatsmeister. Iveys Vater Mitch gewann bei den Olympischen Sommerspielen 1968 und 1972 Medaillen im Schwimmen.

## Karriere
Der 1,90 m große und 90 kg schwere Point Guard spielte in seinem Heimatland für die Portland State Vikings und wurde in Island Meister mit Ungmennafélag Njarðvíkur. In der Bundesliga-Spielzeit 2007/08 ging Ivey für den Aufsteiger BG 74 Göttingen auf Körbejagd. Für die Göttinger war er Teilnehmer am BBL-All-Star-Game und erreichte am Saisonende den Klassenerhalt. In der folgenden Bundesliga-Spielzeit 2008/09 stand er bei den Eisbären Bremerhaven unter Vertrag. Der vormals zweimalige Teilnehmer an den Play-offs um die Meisterschaft spielte jedoch eine miserable Saison und wurde am Ende Tabellenletzter. Nur durch den Erwerb einer Wild Card konnte der Klassenerhalt erreicht werden. Ivey wechselte jedoch nach Finnland in die Korisliiga, wo er 2012 mit den Nilan Bisons Loimaa die Meisterschaft gewann. 2012 und 2013 wurde Ivey, den Treffersicherheit beim Freiwurf und beim Dreipunktewurf auszeichnete, als Spieler des Jahres der finnischen Korisliiga ausgezeichnet.
Im Sommer 2013 nahm Ivey ein Angebot des französischen Zweitligisten Aix Maurienne Savoie Basket an. Gemeinsam mit Erroyl Bing wechselte er 2014 innerhalb Frankreichs zu ASC Denain-Voltaire. Ivey spielte bis 2016 für den Zweitligaverein. Er kehrte anschließend nach Finnland zurück und spielte zum Abschluss seiner Spielerlaufbahn im Leistungsbasketball wieder in Island.